# 사도 요한
사도 요한(使徒 - , 히브리어: יוחנן, 그리스어: Ιωάννης, 음역: 요한, 영어: John the Apostle), (6년경 ~ 100년경)은 예수 그리스도의 부르심을 받은 열두 사도 가운데 한 사람이다. 요한이라는 이름의 뜻은 ‘주님께서는 은혜로우시다’이며, 사도 요한은 야고보와 형제로도 알려져 있다. 전통적으로 요한의 복음서를 기록한 인물으로서, 요한 서신과 요한 계시록의 저자로도 알려져 있기도 하다. 또한 기독교의 성인으로, 로마 가톨릭 교회에서의 축일은 12월 27일이며, 동방 정교회에서의 축일은 5월 8일이다. 사도 요한의 상징은 독수리인데, 그 이유는 다른 복음서에서는 예수의 구세 사업만 기술한 반면, 그의 저서 요한복음서에서는 예수에 관해 하느님의 아들로서의 신성을 주로 기록했기 때문이다. 하지만 예수는 인간의 탈을 쓰고 온 것이지 인간이 아니라는 이단자 마르키온의 주장인 가현설을 반박하기 위해서 예수의 죽음을 자세히 묘사하였다는 설도 있는 등 예수의 인성도 강조하였다. 그리하여 요한의 복음서의 사가로서의 저술 활동은 하늘 높이 나는 독수리에 빗대었다. 이 밖에도 책, 뱀이 기어나오려고 하는 컵 등이 그의 상징이다.

상술한대로 요한 문헌으로 분류되는 요한 서신, 복음서, 묵시록 모두 전통적으로 사도 요한의 저작으로 여겨져왔다. 그러나 현대에는 요한 문헌들이 모두 요한이 직접 작성한 것이라고 믿는 이들은 별로 없다. 그러나 요한 서신들을 모두 같은 저자가 썼다고 보는 시각은 여전히 정설이다. 요한 서신과 묵시록을 같은 저자가 썼다고 보는 견해는 비중이 적으며, 요한 서신과 복음서의 저자가 같다고 보는 견해는 그보다는 더 많다.

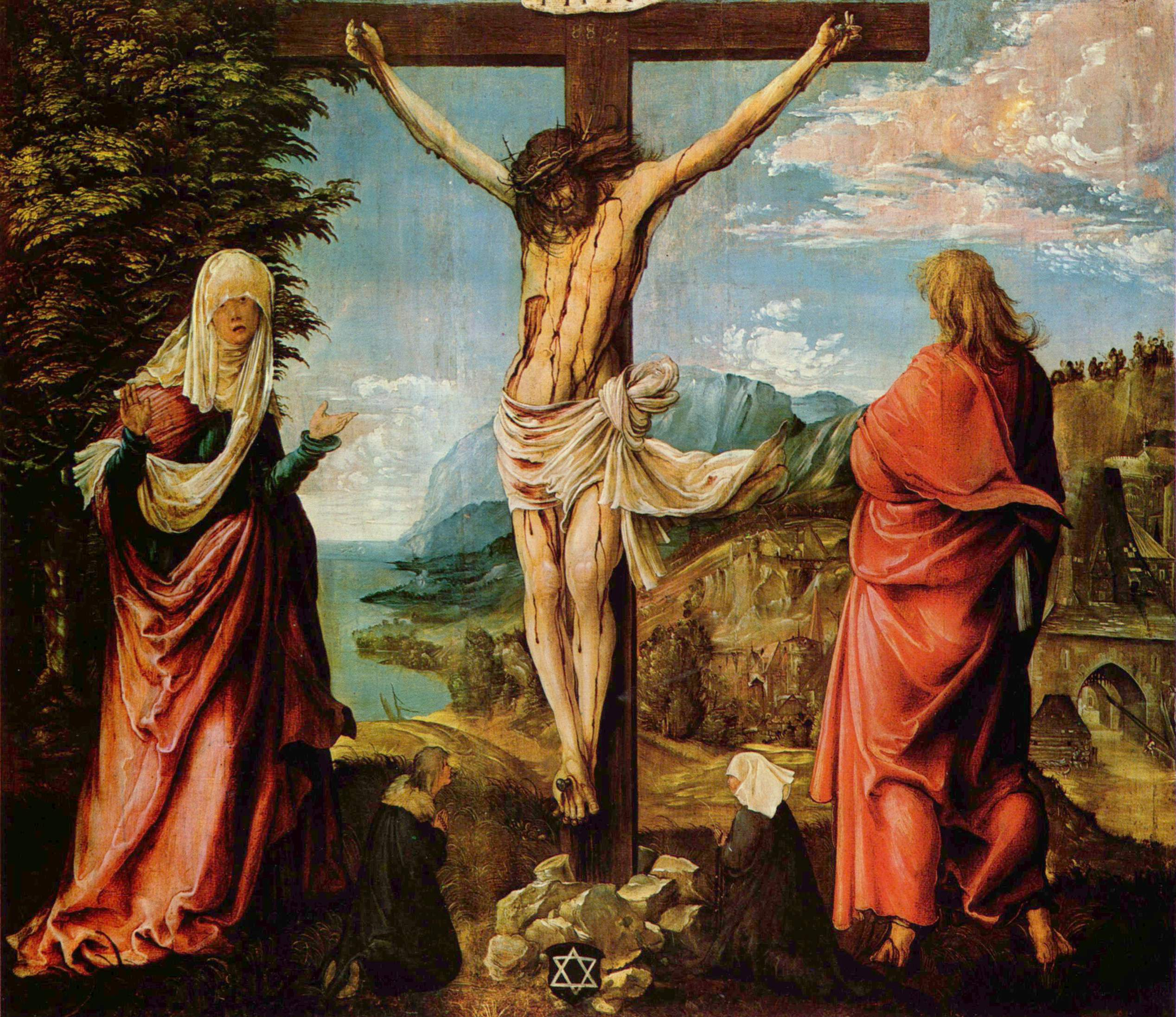
십자가 아래의 마리아와 요한

## 생애

### 복음서에서 사도 요한
사도 요한은 제베대오와 살로메의 아들로, 초기에는 형인 야고보와 함께 카파르나움에서 베드로와 안드레아 형제와 더불어 갈릴래아호의 어부로서 생활했다. 어느 날 게네사렛 호수에서 배를 타고 그물을 손질하다가 우연히 예수 그리스도를 만난 그들은, 예수의 부름을 받고 아버지와 삯꾼들을 남겨둔 채 그를 따라 나서 그의 제자가 되었다.
하루는 요한과 야고보 형제가 예수에게 후일에 예수의 오른편과 왼편에 앉게 해달라고 간청했다. 예수가 그들에게 자신이 마실 잔을 마실 수 있으며 자신이 받을 고통의 세례도 받을 수 있겠느냐며 묻자 그들은 자신있게 할 수 있다고 대답했다. 이에 예수는 자신의 잔을 나누어줄 수는 있지만 하늘 나라의 영예로운 자리에 앉는 것은 하느님 아버지가 미리 마련한 사람들을 위한 것이기 때문에 자신이 줄 수 없다고 대답하였다. 요한과 야고보 형제와 다를 게 없었던 다른 사도들은 이 형제의 야심을 불쾌히 여겼으며, 예수는 그들에게 “너희 사이에서 높은 사람이 되고자 하는 사람은 남을 섬기는 사람이 되어야 하고 으뜸이 되고자 하는 사람은 종이 되어야 한다. 사람의 아들도 섬김을 받으러 온 것이 아니라 섬기러 왔고 또 많은 사람을 위하여 목숨을 바쳐 몸값을 치르러 온 것이다”라고 훈계하여 제자들이 섬김을 실천할 것을 촉구하였다. 또한 두 형제는 모든 피조물의 주인이신 예수가 예루살렘으로 가던 길에 감히 주제넘게도 주님을 영접하지 않은 불친절한 사마리아 사람들을 보고 불같이 화를 내며 저들에게 하늘에서 불을 내려 벌하면 어떻겠느냐고 물었다. 그들은 주님을 진정으로 사랑했기 때문이었다. 그러자 예수는 나는 사람을 구원하러 온 것이지, 지금 당장 멸하려 온 것은 아니라면서 잠시 거부하셨다. 하느님께서는 심판 날에 완전한 심판을 이루시기까지 그분의 모든 자녀들을 구원하시기 위하기 때문이었다.
예수는 과격한 성격을 타고난 요한과 야고보 형제를 아울러 ‘우레의 아들’이라는 뜻의 보아네르게스(Βοανηργές)라는 별명을 붙여주셨는데, 히브리인들에게 우레는 하나님의 음성이였다. 요한은 야이로의 죽은 딸을 되살리는 기적, 타볼 산에서의 변모, 겟세마네 동산에서의 기도와 같이 예수의 중요한 행적마다 수제자 베드로와 함께 예수와 가장 가까이에 있었다.
더욱이 예수가 십자가에 매달려 죽기 직전에 아래에서 올려다보던 마리아와 요한을 보고 먼저 마리아에게 “어머니, 이 사람이 어머니의 아들입니다”하고, 요한에게 “이 분이 너의 어머니이시다”하고 말하며, 요한에게 자신의 어머니를 부탁하였다. 이때부터 요한은 임종 때까지 평생 마리아를 곁에서 모시고 섬겼다. 예수가 죽은 지 사흘 만에 부활한 후 마리아 막달레나가 예수의 무덤이 비어있다는 소식을 전하자, 사도들 중 가장 먼저 예수의 빈 무덤으로 달려갔으며, 뒤따라오는 베드로를 기다려서 그가 먼저 들어가게 했다. 그제야 요한을 비롯한 다른 제자들도 차례대로 무덤 안으로 들어갔다. 그런 다음 예수가 부활했다는 사실을 믿었으며, 티베리아 호숫가에서 부활한 예수를 제일 먼저 알아보았다.

### 복음서 이후의 사도 요한
성령 강림 이후 베드로와 함께 예루살렘과 사마리아에서 포교 활동을 벌였다. 그러한 요한을 바울로는 야고보, 베드로와 함께 ‘교회의 기둥’이라고 불렀다. 전승에서 44년경 헤로데스 아그리파 1세의 박해를 피해 소아시아로 피신했으며 그곳의 일곱 교회, 즉 에페소스, 스미르나, 베르가모, 티아디라, 사르디스, 필라델피아 및 라오디게이아 교회를 지도했다고 한다. 이레네우스의 증언으로 시작하는 전승에서 95년 로마 황제 도미티아누스의 기독교 박해 때 군병들이 요한을 붙잡아 파트모스섬으로 유배하였다. 그는 그곳에서 요한계시록을 저술하다가, 96년 도미티아누스가 암살되자 사면받아 에페소스로 귀환하여 요한 복음서와 요한 서신을 저술하였다. 그때 그는 너무 노쇠하여 제대로 설교를 못하여 항상 신도들에게 부축을 받았다고 한다. 요한은 항상 서로 사랑하라고 가르쳤는데, 매일 같은 말만 반복하는 요한에게 신도들이 불평을 하자 요한은 “사랑은 그리스도 교회의 기초요, 사랑만 있으면 죄를 범하지 않는다”고 대답하였다. 그리하여 요한은 ‘사랑의 사도’라고 부른다.
요한은 트라야누스 시대까지 살았으며, 에페소스에서 안식하였다. 이는 이레네우스의 저작인 《이단 논박》(라틴어: Adversus Haereses) 2권 22장에서 요한이 트라야누스 시대까지 살았다는 기록과, 에페소스 주교 폴리크라테스가 로마 주교 빅토르에게 보낸 서신에서도 확인된다.
히에로니무스는 요한을 사랑의 제자로 묘사하면서, 요한이 노년에 제자들의 부축을 받고 강단에 올라가서 "자녀들이여, 서로 사랑하십시오"라는 말을 몇번이고 한 다음 "이것은 주님의 명령이고, 이것만 지켜도 족합니다"라고 말했다.
이레네우스에 따르면 스미르나 주교 폴리카르포스는 요한이 에페소스 대중목욕탕에서 예수의 성육신을 부인하는 영지주의자 케린투스를 만나자, 대중목욕탕 지붕이 무너져 내릴까봐, 그와 한 지붕에 있기를 거부했다.
또한 카이사레아 주교 에우세비오스에 따르면 폴리카르포스는 요한이 니산월 14일에 주일과 관계없이 부활절을 지키는 관습을 소아시아에 도입했다고 한다.

## 같이 보기
- 요한복음
- 요한계시록
- 마태오
- 마르코스
- 루카스